# ميخائيل كرافت
ميخائيل كرافت (بالألمانية: Michael Kraft) هو مدرب كرة قدم ولاعب كرة قدم ألماني، ولد في 23 أبريل 1966 في ديرنبآخ في ألمانيا. لعب مع كارل زايس يينا ونادي كولن.

## وصلات خارجية
- ميخائيل كرافت على موقع اتحاد تركيا (لاعب) (الإنجليزية)
- ميخائيل كرافت على موقع قاعدة بيانات كرة القدم.إي يو (الإنجليزية)
- ميخائيل كرافت على موقع بيانات كرة القدم. دي إي (الألمانية)
- ميخائيل كرافت على موقع Soccerway.com (الإنجليزية)
- ميخائيل كرافت على موقع عالم كرة القدم.نت (الإنجليزية)